# The Mediator Between Head and Hands Must Be the Heart
『The Mediator Between Head and Hands Must Be the Heart（ザ・メディエーター・ビトウィーン・ヘッド・アンド・ハンズ・マスト・ビー・ザ・ハート）』はブラジルのヘヴィメタルバンド、セパルトゥラによる13作目のスタジオアルバム。 2013年10月29日にニュークリア・ブラストからリリースされた。アルバムは1927年のSF映画「メトロポリス」に基づいている。 タイトルは映画からの引用で、日本未発売。
ドラマーのエロイ・カサグランデが加入した後最初のレコーディングである。1998年のアゲインスト以来、アメリカで録音されたバンドの最初のアルバムとなった。 1996年に発売されたアルバム「ルーツ」をプロデュースしたロス・ロビンソンがプロデュースしている。

## 音楽性
ボーカリストのデリック・グリーンは、アルバムのサウンドを「本当に邪悪で暗く、メタルは地獄のようなものだ」と述べ、ギタリストのアンドレアス・キッサーは、このアルバムは「残忍で、速く真っ直ぐである」と語った。 彼らは新ドラマー、エロイ・カサグランデについてグリーンは「俺たちの生活や世界で起きているたくさんの変化も本アルバムの制作に追加されている」と述べている。

## トラック
| 全作詞: デリック・グリーン、アンドレアス・キッサー、全作曲: アンドレアス・キッサー、エロイ・カサグランデ。 |                                     |                                            |                                              |      |
| # | タイトル                            | 作詞                                       | 作曲・編曲                                   | 時間 |
| 1. | 「Trauma of War」                   | デリック・グリーン、アンドレアス・キッサー | アンドレアス・キッサー、エロイ・カサグランデ | 3:45 |
| 2. | 「The Vatican」                     | デリック・グリーン、アンドレアス・キッサー | アンドレアス・キッサー、エロイ・カサグランデ | 6:33 |
| 3. | 「Impending Doom」                  | デリック・グリーン、アンドレアス・キッサー | アンドレアス・キッサー、エロイ・カサグランデ | 4:15 |
| 4. | 「Manipulation of Tragedy」         | デリック・グリーン、アンドレアス・キッサー | アンドレアス・キッサー、エロイ・カサグランデ | 4:16 |
| 5. | 「Tsunami」                         | デリック・グリーン、アンドレアス・キッサー | アンドレアス・キッサー、エロイ・カサグランデ | 5:10 |
| 6. | 「The Bliss of Ignorants」          | デリック・グリーン、アンドレアス・キッサー | アンドレアス・キッサー、エロイ・カサグランデ | 4:51 |
| 7. | 「Grief」                           | デリック・グリーン、アンドレアス・キッサー | アンドレアス・キッサー、エロイ・カサグランデ | 5:34 |
| 8. | 「The Age of the Atheist」          | デリック・グリーン、アンドレアス・キッサー | アンドレアス・キッサー、エロイ・カサグランデ | 4:19 |
| 9. | 「Obsessed」(ft.デイヴ・ロンバード) | デリック・グリーン、アンドレアス・キッサー | アンドレアス・キッサー、エロイ・カサグランデ | 3:53 |
| 10. | 「Da Lama ao Caos」                 | デリック・グリーン、アンドレアス・キッサー | アンドレアス・キッサー、エロイ・カサグランデ | 4:28 |

## 参加メンバー
デリック・グリーン (ヴォーカル)
アンドレアス・キッサー (ギター)
パウロJr. (ベース)
エロイ・カサグランデ (ドラム)